# Роган-Шабо, Ги-Огюст де
Ги-Огюст де Роган-Шабо (фр. Guy-Auguste de Rohan-Chabot; 18 августа 1683 — 13 сентября 1760, Париж), граф де Шабо — французский генерал.

## Биография
Второй сын герцога Луи де Рогана-Шабо и Мари-Элизабет дю Бек де Вард.
Граф де Майе-Сеплуэ, виконт де Биньян, барон де Кергеенёк (Kerguéhéneuc), сеньор де Коэтмёр-Даудур и других земель в Бретани, первоначально именовавшийся шевалье де Роганом, а прсле женитьбы в феврале 1729 принявший титул графа де Роган-Шабо.
В 1700 году поступил на службу мушкетером. Кампанию 1702 года провел в Нидерландах. 15 апреля 1702 получил в Овернском кавалерийском полку роту, которой командовал в битве при Фридлингене.
Кампмейстер драгунского полка своего имени (3.02.1703), которым командовал при осадах Брайзаха и Ландау, и в Шпайерском бою. В составе войск маршала Таллара участвовал во Втором Гохштедтском сражении, был окружен и сдался в плен со своим полком. В 1705 году служил в Мозельской армии маршала Виллара,  в 1706—1708 во Фландрской армии, сражался в битвах при Рамийи и Ауденарде.
Бригадир (19.01.1709), 18 июня направлен в Германскую армию маршала Аркура, в 1710-м во Фландрскую армию. В 1711 году служил в Рейнской армии, зиму и 1712 год провел в Люксембурге. В кампанию 1713 года, ставшую для него последней, участвовал в осаде Ландау, разгроме генерала Вобонна и осаде Фрайбурга.
Его полк был расформирован 15 августа 1714, сам Ги-Огюст стал кампмейстером запаса Королевского драгунского полка. Кампмаршал (1.02.1719), генерал-лейтенант (20.02.1734).
Шевалье де Роган стал широко известен из-за ссоры с Вольтером, произошедшей в январе 1726. Не сумев ответить на оскорбительную реплику молодого литератора, Ги-Огюст приказал своим лакеям побить Вольтера палками, когда тот выходил из особняка герцога де Сюлли, а сам наблюдал за расправой из окна кареты. Затем он добился королевского lettre de cachet, 17 апреля заключившего Вольтера, пытавшегося вызвать его на дуэль, в Бастилию, из которой тот был освобожден через две недели и выслан в Англию.
Умер в Париже в своем особняке на Королевской площади.

## Семья
1-я жена (7.02.1729): Ивонн-Сильви дю Брей де Ре (1712—15.07.1740, Париж), богатая бретонская наследница, дочь Шарля дю Брея, маркиза де Ре, рыцаря ордена Святого Лазаря, и Сильви де Лабуасьер де Брантонне
Дети:
- Луи-Антуан-Огюст (20.04.1733—29.11.1807), герцог де Роган. Жена (1757): Элизабет-Луиза де Ларошфуко д'Анвиль (1740—1786), дочь Жана-Батиста де Ларошфуко-Руа, герцога д'Анвиля, и Мари-Луизы-Николи де Ларошфуко, дамы де Ларошгийон
- Луи-Анн (11.09.1735—1746)
- Шарль-Мари-Розали (19.07.1740—08.1813), виконт де Шабо, граф де Жарнак. Жена (17.12.1759): Гийонна-Иасента де Пон-Сен-Морис (ум. 1761), дочь графа Шарля-Филиппа де Пон-Сен-Мориса и Мари-Шарлотты Лальман де Бе
- Мари-Шарлотта-Сильви (12.12.1729—20.03.1807). Муж 1) (7.09.1749): граф Жан-Батист-Луи де Клермон д’Амбуаз (ум. 1761), маркиз де Ренель, генерал-лейтенант; 2) (14.03.1764): князь Шарль-Жюст де Бово-Кран (1720—1793), маршал Франции

2-я жена (25.05.1744): Мэри Сколастика Аполлина Ховард (20.02.1721—16.06.1769, Лондон), дочь Уильяма Стаффорда-Ховарда, 2-го графа Стаффорда, и Энн Холман. Брак бездетный